# おいしい家族
『おいしい家族』（おいしいかぞく）は、2019年9月20日に公開された日本映画である。監督は小説「えん」で第40回すばる文学賞を受賞したふくだももこ。「若手映画作家育成プロジェクト2015」で製作されたふくだの短編「父の結婚」をもとに、母の三回忌で離島に帰郷して父の再婚を知らされた女性が驚きながらも島の住人たちとの大らかな生活を通じて自分らしさを発見していく過程を描く。主演は本作が長編初主演となる松本穂香。
なお、東京での撮影は1日間のみで、その他の撮影はすべて伊豆諸島の新島に出演者とスタッフが泊まり込んで行われた。

## 登場人物
橙花（とうか）
演 - 松本穂香
東京で働くしっかり者の女性。母の三回忌に故郷に戻った際、父から居候の男性と再婚すると聞かされる。
翠（みどり）
演 - 笠松将
橙花の弟。姉とは対照的に何事にもマイペース。
ダリア
演 - モトーラ世理奈
離島に住む女子高校生。少し生意気な面がある。
瀧（タキ）
演 - 三河悠冴
ダリアの親友。
エビオ
演 - 栁俊太郎
橙花のファン。
和生（かずお）
演 - 浜野謙太
橙花の実家に居候している男性。橙花の父である青治と結婚することになる。
青治（せいじ）
演 - 板尾創路
橙花と翠の父。妻の三回忌を機に居候の和生と再婚する事実を、帰郷した娘の橙花に伝える。

## スタッフ
- 監督・脚本：ふくだももこ
- 音楽：本多俊之
- 製作：新井重人、松井智
- エグゼクティブプロデューサー：福家康孝、金井隆治
- プロデューサー：谷戸豊、清家優輝
- アソシエイトプロデューサー：山野邊雅祥
- 撮影：高橋草太
- 照明：山本浩資
- 録音：原川慎平
- 美術：大原清孝
- 編集：宮島竜治
- 音楽プロデューサー：岡田こずえ（AMO）
- 宣伝プロデューサー：滝口彩香
- 衣装：江森明日佳
- ヘアメイク：佐藤美和
- VFX：野間実
- 音響効果：井上奈津子
- 助監督：古畑耕平
- 制作担当：竹田和史
- 助成：文化庁文化芸術振興費補助金（映画創造活動支援事業） 独立行政法人日本芸術文化振興会
- 制作プロダクション：ファインエンターテイメント
- 企画・配給：日活
- 製作：「おいしい家族」製作委員会（日活、ハピネット）